# Valparaíso (Caquetá)

Localização de Valparaíso, no departamento de Caquetá.

Valparaíso é um município da Colômbia, no departamento de Caquetá.